# Рик Јенси
Рик Јенси (енгл. Rick Yancey) је амерички писац, који је добио неколико признања за свој рад из области неизвесности, фантазије и научне фантастике.

## Биографија
Рик Јенси је рођен у Мајамију, Флорида. Написао је прву кратку књигу када је био у седмом разреду. Јенси је примљен на колеџ у Флориди, одакле је након годину дана премештен на државни универзитет у Флориди. Након дипломирања, Јенси је планирао да упише правни факултет. На крају, Јенси је отишао на правни факултет да даје часове енглеског језика, а истовремено је глумио и режирао у локалном позоришту. 1991. Јенси је аплицирао за државни посао и запослен је као агент у ИРС (енгл. Internal Revenue Service), где је провео 12 године. у ИРС-у је упознао своју жену, Сенди и убрзо су основали породицу и добили сина Џејка.

## Књижевна каријера
Док је радио у ИРС-у, Јенси је у слободно време писао сценарије. На предлог његове супруге, један од сценарија постао је његова прва, професионална, објављена књига: "Гори у отаџбини" (енгл. A Burning in Homeland), објављена 2003. године.
Након успеха са првом књигом, Јенси је дао отказ у ИРС-У 2004. да би се посветио само писању. Касније током године, објавио је књигу "Признање пореског службеника" (енгл. Confessions of a Tax Collector) , која описује његово време проведено у ИРС-у.
Након тога, Јенси је почео да пише два серијала, један за одрасле а један за децу.
Дело које је зарадило неколико награда, "Алфред Кроп", говори о тинејџеру који је спасао свет када је дошао у посед мача краља Артура, Екскалибура, прогињен од стране тајног витеза, који је мач сакрио пре много векова. Серијал има три књиге.
Друго његово дело, посвећено старијим читаоцима, је " Изузетно ефективан детектив" (енгл. Highly Effective Detective). Хумористично дело, о коме се говори о приватним истрагама у Тенесију. Серијал има четири књиге.
2010. Јенси је завршио прву књигу "Монструмологичне серије" (енгл. Monstrumologist series), која говори о доктору и његовом младом помоћнику, који путују светом јурећи и бежећи од чудовишта. Серијал има четири књиге.
2013. је објављена Јенсијева следећа триологија "Пети талас (енгл. The 5th Wave). Књига је одмах постала бестселер. Ради се о 16-њој девојчици, Кејси, која покушава да преживи инвазију ванземаљаца, који су Земљу вратили у камено доба и да пронађе свог брата, Сема. Серијал има три књиге.

## Дела
- "Гори у отаџбини (A Burning in Homeland) 2003.
- "Признање пореског службеника" ("Confessions of a Tax Collector") 2004.

Серијал "Алфред Кроп"
- "Невероватне авантуре Алфреда Кропа" ("The Extraordinary Adventures of Alfred Kropp")
- "Соломонов печат" ("The Seal of Solomon") 2007.
- "Тринаеста лобања" ("The Thirteenth Skull") 2008.

Серијал "Изузетно ефективни детектив"
- "Изузетно ефективни детектив" ("The Highly Effective Detective") 2006.
- "Изузетно ефективни детектив одлази код паса" ("The Highly Effective Detective Goes to the Dogs") 2008.
- "Изузетно ефективни детектив игра будалу" ("The Highly Effective Detective Plays the Fool") 2010.
- "Изузетно ефективни детектив прелази линију" ("The Highly Effective Detective Crosses the Line") 2011].

Серијал "Монструмологија"
- "Монструмологија" ("The Monstrumologist") 2009.
- "Вендигова клетва" ("Curse of the Wendigo") 2010.
- "Острво крви" ("The Isle of Blood"} 2011.
- "Задњи силазак" ("The Final Descent") 2013.

Серијал "Пети талас"
- "Пети талас" ("The 5th Wave") 2013.
- "Бескрајно море" ("The Infinite Sea") 2014.
- "Последња звезда" ("The Last Star") 2016.